# Бырма (Пермский район)
Бырма — посёлок в Пермском районе Пермского края. Входит в состав Пальниковского сельского поселения.

## География
Посёлок расположен вблизи реки Бырма (приток реки Бабка), примерно в 7,5 км к северо-западу от административного центра поселения, села Нижний Пальник.

## Население
| 2010 |
| ---- |
| 153  |

## Улицы
- Буинская ул.
- Зеленая ул.
- Лесная ул.
- Уральская ул.
- Центральная ул.
- Чувашская ул.
- Школьная ул.

## Топографические карты
- Лист карты O-40-89 Кукуштан. Масштаб: 1 : 100 000. Состояние местности на 1988 год. Издание 1990 г.